# Osman Kakay
Osman Kakay, né le 25 août 1997 à Westminster en Angleterre, est un footballeur international sierraléonais qui évolue au poste d'arrière droit.

## Biographie

### En club
Né à Westminster en Angleterre de parents sierraléonais, il est formé par les Queens Park Rangers.
En 29 janvier 2016, il prolonge avec QPR avant d'être prêté dans la foulée au Livingston FC.
Osman Kakay rejoint le Chesterfield FC le 31 janvier 2017, lors du mercato hivernal, sous la forme d'un prêt jusqu'à la fin de la saison.
Le 2 septembre 2019, Kakay est de nouveau prêté, cette fois au Partick Thistle FC. Bien que son poste de prédilection soit arrière droit, Kakay est utilisé comme ailier droit au Partick Thistle FC.
Il fait ensuite son retour aux Queens Park Rangers. Le 5 septembre 2020, il inscrit son premier but pour le club, lors d'une rencontre de coupe de la Ligue anglaise face à Plymouth Argyle. Son équipe s'incline toutefois par trois buts à deux ce jour-là,.

### En sélection nationale
Osman Kakay honore sa première sélection avec l'équipe nationale de Sierra Leone le 9 septembre 2018, contre l'Éthiopie. Il entre en jeu à la place de Hassan Mila Sesay. Son équipe s'incline sur le score de un but à zéro.
En janvier 2022, Osman Kakay est retenu par le sélectionneur John Keister pour participer à la coupe d'Afrique des nations.